# 枚方市立川越小学校
枚方市立川越小学校（ひらかたしりつ かわごししょうがっこう）は、大阪府枚方市釈尊寺町にある公立小学校。

## 沿革
- 1977年 - 枚方市立春日小学校より分離開校（釈尊寺団地の完成によるもの）。
- 2000年 - 枚方市立村野小学校の閉校（川越・桜丘の2校へ分離統合）により、従来の村野小学校校区の一部を編入。

## 交通
- 京阪交野線 郡津駅。